# Apia International Sydney 2015
Apia International Sydney 2015 - чоловічий і жіночий тенісний турнір, що проходив на відкритих кортах з твердим покриттям NSW Tennis Centre у Сіднеї (Австралія). Належав до Туру ATP 2015 і Туру WTA 2015. Це був 123-й за ліком турнір. Тривав з 11 до 17 січня 2015 року.

## Нарахування очок
| Дисципліна                 | П   | Ф   | ПФ  | ЧФ  | 1/8 | 1/16 | Q   | Q3  | Q2  | Q1  |
| Одиночний розряд, чоловіки | 250 | 150 | 90  | 45  | 20  | 0    | 12  | 6   | 0   | 0   |
| Парний розряд, чоловіки    | 250 | 150 | 90  | 45  | 0   | Н/Д  | Н/Д | Н/Д | Н/Д | Н/Д |
| Одиночний розряд, жінки    | 470 | 305 | 185 | 100 | 55  | 1    | 25  | 18  | 13  | 1   |
| Парний розряд, жінки       | 470 | 305 | 185 | 100 | 1   | Н/Д  | Н/Д | Н/Д | Н/Д | Н/Д |

## Призові гроші
| Дисципліна                 | П        | Ф       | ПФ      | ЧФ      | 1/8     | 1/161  | Q3     | Q2     | Q1   |
| Одиночний розряд, чоловіки | $80,000  | $42,100 | $22,800 | $12,990 | $7,655  | $4,535 | $730   | $350   | Н/Д  |
| Парний розряд, чоловіки*   | $24,280  | $12,760 | $6,920  | $3,960  | $2,320  | Н/Д    | Н/Д    | Н/Д    | Н/Д  |
| Одиночний розряд, жінки    | $124,000 | $66,000 | $35,455 | $19,050 | $10,220 | $5,580 | $2,920 | $1,555 | $860 |
| Парний розряд, жінки*      | $39,000  | $20,650 | $11,360 | $5,875  | $3,140  | Н/Д    | Н/Д    | Н/Д    | Н/Д  |

1Кваліфаєри отримують і призові гроші 1/16 фіналу.

*на пару

## Учасники чоловічих змагань

### Сіяні
| Країна     | Гравець            | Рейтинг1 | Посіяний |
| ---------- | ------------------ | -------- | -------- |
| Італія     | Фабіо Фоніні       | 19       | 1        |
| Бельгія    | Давід Ґоффен       | 22       | 2        |
| Німеччина  | Філіпп Кольшрайбер | 24       | 3        |
| Франція    | Жульєн Беннето     | 25       | 4        |
| Аргентина  | Леонардо Маєр      | 28       | 5        |
| Уругвай    | Пабло Куевас       | 29       | 6        |
| Франція    | Жеремі Шарді       | 31       | 7        |
| Словаччина | Мартін Кліжан      | 34       | 8        |

- 1 Рейтинг подано станом на 5 січня 2015

### Інші учасники
Нижче наведено учасників, які отримали вайлдкард на участь в основній сітці:
- Хуан Мартін дель Потро
- Сем Грот
- Марінко Матосевич

Учасники, що потрапили в основну сітку завдяки захищеному рейтингу:
- Ніколас Альмагро

Нижче наведено гравців, які пробились в основну сітку через стадію кваліфікації:
- Михайло Кукушкін
- Яркко Ніємінен
- Ігор Сійслінґ
- Віктор Троїцький

### Знялись з турніру
До початку турніру
- Марсель Гранольєрс (травма коліна) → його замінив  Сімоне Болеллі

## Учасники основної сітки в парному розряді

### Сіяні
| Країна     | Гравець              | Країна  | Гравець            | Рейтинг1 | Сіяний |
| ---------- | -------------------- | ------- | ------------------ | -------- | ------ |
| Франція    | Жульєн Беннето       | Франція | Едуар Роже-Васслен | 12       | 1      |
| Нідерланди | Жан-Жульєн Роєр      | Румунія | Горія Текеу        | 32       | 2      |
| Індія      | Роган Бопанна        | Канада  | Деніел Нестор      | 34       | 3      |
| Пакистан   | Айсам-уль-Хак Куреші | Сербія  | Ненад Зімоньїч     | 37       | 4      |

- 1 Рейтинг подано станом на 5 січня 2015

### Інші учасники
Нижче наведено пари, які отримали вайлдкард на участь в основній сітці:
- Джеймс Дакворт /  Кріс Гуччоне
- Нік Киріос /  Марінко Матосевич

## Учасниці

### Сіяні
| Країна     | Гравчиня           | Рейтинг1 | Посіяна |
| ---------- | ------------------ | -------- | ------- |
| Румунія    | Сімона Халеп       | 3        | 1       |
| Чехія      | Петра Квітова      | 4        | 2       |
| Польща     | Агнешка Радванська | 6        | 3       |
| Данія      | Каролін Возняцкі   | 8        | 4       |
| Німеччина  | Анджелік Кербер    | 9        | 5       |
| Росія      | Катерина Макарова  | 10       | 6       |
| Словаччина | Домініка Цібулкова | 11       | 7       |
| Італія     | Флавія Пеннетта    | 12       | 8       |

- 1 Рейтинг подано станом на 12 січня 2015.

### Інші учасниці
Нижче наведено учасниць, які отримали вайлдкард на участь в основній сітці:
- Ярміла Ґайдошова
- Дарія Гаврилова

Нижче наведено гравчинь, які пробились в основну сітку через стадію кваліфікації:
- Полона Герцог
- Крістіна Младенович
- Цветана Піронкова
- Леся Цуренко

Як щасливий лузер в основну сітку потрапили такі гравчині:
- Ніколь Гіббс

### Знялись з турніру
До початку турніру
- Сімона Халеп (хворобу шлунково-кишкового тракту) → її замінила Ніколь Гіббс

### Завершили кар'єру
- Каролін Возняцкі (травма зап'ястка)
- Медісон Кіз

## Учасниці в парному розряді

### Сіяні
| Країна            | Гравчиня          | Країна  | Гравчиня             | Рейтинг1 | Сіяна |
| ----------------- | ----------------- | ------- | -------------------- | -------- | ----- |
| Швейцарія         | Мартіна Хінгіс    | Італія  | Флавія Пеннетта      | 23       | 1     |
| США               | Ракель Копс-Джонс | США     | Абігейл Спірс        | 24       | 2     |
| Іспанія           | Гарбінє Мугуруса  | Іспанія | Карла Суарес Наварро | 33       | 3     |
| Китайський Тайбей | Чжань Хаоцін      | Чехія   | Квета Пешке          | 37       | 4     |

- 1 Рейтинг подано станом на 12 січня 2015.

### Інші учасниці
Нижче наведено пари, які отримали вайлдкард на участь в основній сітці:
- Белінда Бенчич /  Луціє Шафарова
- Домініка Цібулкова /  Ярміла Ґайдошова
- Родіонова Аріна Іванівна /  Ольга Савчук

## Переможці

### Одиночний розряд, чоловіки
- Віктор Троїцький —  Михайло Кукушкін, 6–2, 6–3

### Одиночний розряд, жінки
- Петра Квітова —  Кароліна Плішкова, 7–6(7–5), 7–6(8–6)

### Парний розряд, чоловіки
- Роган Бопанна /  Деніел Нестор —  Жан-Жульєн Роєр /  Горія Текеу, 6–4, 7–6(7–5)

### Парний розряд, жінки
- Бетані Маттек-Сендс /  Саня Мірза —  Ракель Копс-Джонс /  Абігейл Спірс, 6–3, 6–3